# Clovia binominata
Clovia binominata är en insektsart som beskrevs av Victor Lallemand 1940. Clovia binominata ingår i släktet Clovia och familjen spottstritar. Inga underarter finns listade i Catalogue of Life.